# Only (Tommy Emmanuel)
 Only è un album del chitarrista australiano Tommy Emmanuel.

## Tracce
1. Those Who Wait
2. I've Always Thought Of You
3. Mombasa
4. Timberlake Road
5. Questions
6. Padre
7. Luttrell
8. Since We Met
9. Drivetime
10. Robin
11. Train To Düsseldorf
12. Biskie
13. Stay Close To Me
14. Ol' Brother Hubbard